# Dredge
Dredge — приключенческая компьютерная игра с открытым миром, соединяющая элементы симулятора рыбалки и хоррора. Dredge была разработана новозеландской студией Black Salt Games и издана Team17. Игрок управляет рыболовецким судном, которое ловит рыбу в водах некоего архипелага — в игре реализована смена дня и ночи, и ночью рыбак сталкивается с паникой, галлюцинациями и чудовищами. Игра была выпущена 30 марта 2023 года для Windows, Nintendo Switch, PlayStation 4, PlayStation 5, Xbox One и Xbox Series X/S. В феврале 2025 года были выпущиены версии для Android, iOS, iPadOS и macOS.

## Игровой процесс

Игровой процесс Dredge

Действие игры происходит в архипелаге из множества островов — этот архипелаг разделён на пять регионов, которые отличаются морской фауной, природными условиями, обитателями. Игрок управляет рыбацким судном и может свободно передвигаться по архипелагу. Основное занятие игрока — рыбная ловля, которая представляет собой различные мини-игры в зависимости от вида рыбы. Ещё один вид деятельности — поднятие обломков с мест кораблекрушений с помощью лебёдки. В мини-играх с рыбалкой (Quick Time Event) игрок, как правило, для успеха должен нажимать кнопку действия, когда курсор проходит через отмеченную зелёным область на специальном циферблате; при поднятии обломков нужно перемещать курсор, не давая ему столкнуться с отмеченными чёрным прямоугольниками на вращающихся циферблатах.
Важной особенностью игры является смена дня и ночи, причем часы идут только во время перемещения, рыбалки и работы драгой. Время — это важный «ресурс», за которым игрок должен следить. С наступлением темноты на охоту выходят опасные подводные чудовища, а также начинает расти счетчик «паники». Поэтому обычно игроку требуется добраться до ближайшего порта до заката и выспаться. При высоком показателе паники игрок сталкивается с галлюцинациями и сверхъестественными опасностями — в темноте появляются светящиеся красные глаза, из глубин может подняться гигантское щупальце, пытающееся потопить судно, из тумана может появиться другое судно с прожектором, вблизи оборачивающееся чудовищем. Даже днём, пока море безопасно, игрок сталкивается с тревожащими явлениями — так, среди пойманных рыб появляются «гротескные рыбы», мутанты со множеством глаз или телами, скрученными в спирали. Пойманные рыбы — как обычные, так и «гротескные» — добавляются во внутриигровую энциклопедию с кратким описанием и информацией о их повадках и ловле. Всего в игре 125 разных рыб.
В порту игрок может продать свой улов, а выручку потратить на разные цели: починку судна, покупку оборудования вроде нового двигателя или ловушек для крабов. В дальних частях архипелага игрок сталкивается с новыми препятствиями — например, похожими на лабиринт рифами или древними чудовищами, активными даже днём. Место на лодке ограничено, поэтому как снаряжение, так и пойманную рыбу нужно располагать в трюме с умом, подобно фигуркам пентамино в «Тетрисе»: иногда для того, чтобы уложить в трюм рыбу сложной формы вроде акул, игроку приходится перекладывать или даже выбрасывать других пойманных ранее рыб. Место в трюме также можно расширить по мере «прокачки» судна. Игрок может выполнять дополнительные задания для жителей поселений на островах — как правило, заказы на поимку определённой рыбы, реже — задания-головоломки в духе «найти взрывчатку и расчистить заваленный проход».

## Сюжет
Безымянный моряк терпит крушение у прибрежного города Большая Соль (англ. Greater Marrow) и становится местным рыболовом. Он быстро сталкивается со слухами о происходящих в море необъяснимых аномалиях, узнает, что старый мэр и другой рыбак, раньше обеспечивавший город рыбой, пропали без вести, некоторые жители островов ведут себя странно. Хотя работа рыбака проста и рутинна, вскоре он сам начинает замечать странные явления, особенно ночью, когда сталкивается со скалами, внезапно появляющимися из ниоткуда, огромными агрессивными рыбами и галлюцинациями. Он узнает, что на архипелаге постоянно происходят кораблекрушения, слышит разговоры о проклятии, находит записки в бутылках с таинственными историями.
Вскоре герой встречает человека по имени Коллекционер, который живёт в особняке на уединённом острове. Коллекционер поручает рыбаку изучить другие зоны архипелага и найти ряд реликвий с затонувшего корабля. Коллекционер владеет особой книгой под названием «Книга глубин», с помощью которой наделяет рыбака сверхъестественными способностями. Как только рыбак соберет все реликвии, он может либо передать их Коллекционеру, либо воспротивиться и отнять книгу. В зависимости от выбора в игре будут две концовки, раскрывающие сюжетную интригу.
Рыбак в прошлом был женат и вместе с женой выловил Книгу глубин из океана. Эта магическая книга свела с ума и рыбака, и других людей — например, старого мэра Малой Соли; она содержала ритуал вызова некоего злого бога, способного разрушить мир и, обладая собственной волей, подталкивала рыбака к этому ритуалу. Под воздействием книги на судно напал некий монстр, и жена рыбака погибла; рыбак потерял память об этом происшествии. Коллекционер был не более чем наваждением — сам рыбак и был всё время хозяином книги. В «плохой» концовке рыбак проводит обряд призыва злого бога, и наступает конец света. В «хорошей» концовке рыбак, освободившись от наваждения, выбрасывает книгу в море, но гигантский монстр опять нападает на судно и топит его вместе с рыбаком.

## Производство
Новозеландская студия Black Salt Games начала разработку Dredge в 2020 году. Студия состояла тогда из четырёх человек. Они потратили на игру ровно два года. Dredge стала их дебютной игрой.
По словам одного из разработчиков Джоэла Мейсона, он вырос рядом с рыбаками, сам «немного» ловил рыбу и также играл в компьютерные игры про рыбалку — Dredge выросла из желания соединить тему рыбалки с гнетущей атмосферой из других любимых игр Мейсона: Papers, Please и Frostpunk: по его словам, в таких играх «происходит много разных вещей, и все они нехорошие».
Ночной туман был одной из ранних и важных задумок: разработчикам нужно было, чтобы игрок всегда ясно видел судно, но чтобы ночью видимость сильно снижалась, заставляя игрока нервничать. На ранних порах разработки мир игры и происходящее в нём оставались намеренно неясными — потом создателям игры было проще добавлять к нему новые слои и разгадки; Мейсон говорил, что получал особое удовольствие, придумывая рыб-мутантов — он «подыскивал самые безумные прилагательные для этих перекорёженных рыб». За образец он брал как рыб из реального мира — таких, как морской чёрт или рыба-капля — так и изображения «лавкрафтовских тварей».
Хотя журналисты и использовали в описаниях игры упоминания Говарда Лавкрафта и лавкрафтовских ужасов, сама студия предпочитала формулировку «потусторонние ужасы» (англ. eldritch horror). Как объяснял Мейсон, «я бы не сказал, что мы здесь все непременно фанаты Г. Ф. Лавкрафта… мы скорее любим атмосферные хоррор-игры — у них такое классное настроение». Многие атмосферные хоррор-игры казались Black Salt Games при этом слишком страшными — разработчики хотели передать их «настроение», не пытаясь чересчур пугать игрока, например, с помощью скримеров.
Издателем игры на всех платформах — Windows, PlayStation 5, Xbox Series X/S, PlayStation 4, Xbox One и Nintendo Switch — выступила Team17. Игра была выпущена одновременно на всех платформах 30 марта 2023 года.
В мае 2023 года студия Black Salt Games объявила о планах будущих обновлений игры. Так, в июне 2023 года в игру были добавлены фоторежим, «пассивный режим», который делает враждебных существ менее агрессивными, и возможность настраивать внешний вид судна — окраску и флаги. Фоторежим представляет собой не просто опцию в настройках игры, но специальное задание по вылавливанию в море оборудование, которое игрок должен выменять у персонажа-фотографа на внутриигровой фотоаппарат. 5 октября 2023 года было выпущено первое крупное DLC — The Pale Reach, с новым ледяным биомом и дополнительной сюжетной кампанией. 15 августа 2024 года вышло второе крупное дополнение Iron Rig, оно посвящено таинственной корпорации «Айронхевен», которая оборудует на архипелаге буровую вышку якобы для добычи нефти. В дополнении, помимо новой сюжетной ветки, представлены новые виды рыб, рыболовного оборудования и предметов, например, походной ремонтный набор и согревающий чай, снижающий уровень паники. 

### Продажи
За первый день продаж Dredge разошлась 100 тыс. копий, чего разработчики ожидали достигнуть за год. К октябрю 2023 года было продано 1 млн копий.

## Оценки
| Сводный рейтинг       | Сводный рейтинг                                    |
| Агрегатор             | Оценка                                             |
| --------------------- | -------------------------------------------------- |
| Metacritic            | 80/100 (PC) 81/100 (PS5) 85/100 (XSXS) 84/100 (NS) |
| Иноязычные издания    |                                                    |
| Издание               | Оценка                                             |
| Destructoid           | 6/10                                               |
| GameSpot              | 7/10                                               |
| GamesRadar+           | [ 4 ]                                              |
| IGN                   | 8/10                                               |
| Nintendo Life         | [ 5 ]                                              |
| NME                   | [ 23 ]                                             |
| Nintendo World Report | 8,5/10                                             |
| PC Gamer (US)         | 89/100                                             |
| Push Square           | [ 26 ]                                             |
| RPGFan                | 77/100                                             |
| Shacknews             | 8/10                                               |
| The Guardian          | [ 29 ]                                             |

Согласно агрегатору обзоров Metacritic, Dredge получила «в целом положительные» отзывы.
Рецензент Destructoid Зоуи Хэндли сочла основной геймплей игры однообразным — занимающая большую часть времени игрока мини-игра с рыбалкой, на её взгляд, не слишком увлекательна; сюжет Хэндли назвала безжизненным и сетовала, что игра так до конца и не «разгоняется», как будто создателям не хватило воображения. Алессандро Барбоса в обзоре для GameSpot назвал игровой цикл Dredge — рыбалку, прокачку и ночное выживание со светом — затягивающим, превращающим каждый день в новое приключение; он, однако, критиковал магические силы, которые получает игрок, как неинтересные и не слишком полезные, и также отмечал, что игра придерживает свои главные лавкрафтовские образы до самого конца, до короткой сцены перед титрами. Роланд Ингрем в рецензии для Nintendo Life называл игру «магической», одновременно крайне увлекательной и пугающей — правда, для этого игроку нужно держаться в «зоне наилучшего восприятия», где первые улучшения лодки уже получены, сложность игры держится в разумных рамках, а повествование раскручивается на полную; в первые пару часов Dredge не так хороша. Ингрем особо хвалил разнообразие рыб и цикл улучшения судна.
По мнению Эдвина Эванса-Тирелла из Eurogamer, Dredge — остроумный симулятор рыбной ловли, не оправдывающий ожиданий как хоррор-игра и мало что добавляющий к начальной задумке по ходу прохождения; ночью, несмотря на предостережения и тревожную атмосферу, она бросает игрокам не такой уж сильный вызов, а улучшения судна и вовсе делают игрока практически невосприимчивым к опасностям.
Автор обзора на сайте GamesRadar Али Джонс высоко оценил лавкрафтовскую атмосферу и простую, но разнообразную механику рыбной ловли; он также хвалил контент игры — спрятанные секреты, интересные задания для игрока, иллюстрации в бестиарии — но критиковал широкие возможности по улучшению судна и легкость заработка: как и Эванс-Тирелл, Джонс указывал именно на быструю прокачку как на слабое место Dredge: она делает угрозы поздних этапов игры не столь опасными и заставляют игрока относиться к «космическим ужасам» не столь серьёзно. Мойзес Таверас в рецензии для вебзина Paste хвалил как простой, но увлекательный игровой цикл Dredge, так и мир, интригующий и сам по себе вызывающий опасения; он жалел, что игра заканчивается так быстро — по мнению Тавераса, такой мир можно было бы ещё поисследовать.
Обозреватель Polygon Николь Карпентер сравнивала Dredge с A Short Hike — в том смысле, что обе эти игры предлагают игроку не столько выиграть или получить какую-то награду как можно быстрее, сколько задерживаться, ничего не делать и уделять вдумчивое внимание мелким деталям мира. По её мнению, Dredge содержит и хоррор-составляющую, но умеренную, не доводящую самого игрока до паники — это «идеальная тёмная, но уютная игра… она никогда не заплывает слишком глубоко в бездну». В другой статье для Polygon та же Карпентер называла Dredge наряду с Don’t Starve, Night in the Woods, Ori and the Blind Forest и Strange Horticulture частью новой волны «тёмных уютных игр» — игр, которые, с одной стороны, по настроению схожи с обычными «уютными» играми наподобие Animal Crossing: New Horizons, а с другой стороны, всё-таки включают в себя какие-то ужасы и тревоги, хотя и не держащие в постоянном напряжении.
Виктор Зайцев в рецензии для IXBT Games на мобильную версию назвал Dredge медитативной и меланхоличной игрой, а также высоко оценил мобильный порт за отсутствие багов и вылетов, удобное управление и сохранение почти всех геймплейных возможностей.